# Alistair Begg
Alistair Begg (Glasgow, 22 de mayo de 1952) es un teólogo, evangelista, personalidad de radio, predicador y escritor británico, conocido por ser el pastor principal de la Iglesia Parkside de Cleveland  (ubicada en el municipio de Bainbridge, condado de Geauga, Ohio ), cargo que ocupa desde 1983.

## Biografía

### Familia
Alistair Begg nació en Glasgow, Reino Unido, el 22 de mayo de 1952 Él y su esposa Susan están casados desde 1975. Tienen tres hijos casados y ocho nietos. Susan es estadounidense de nacimiento y el propio Begg se convirtió en ciudadano estadounidense en 2004. Sigue siendo un orgulloso partidario de su club de la infancia, los Glasgow Rangers.

### Estudios
Alistair Beg se graduó de la London School of Theology en 1975 y luego sirvió ocho años en Escocia en Charlotte Chapel en Edimburgo y en la Iglesia Bautista Hamilton en el oeste de Escocia. 

### Influencias
Entre sus influencias se encuentran Martyn Lloyd-Jones , John Stott , Derek Prime, Eric Alexander, Sinclair Ferguson , Dick Lucas , Eric Liddell , Charles Haddon Spurgeon , Jim Elliot y Hudson Taylor 

### Obra misionera
Alistair Beg es el pastor principal de la Iglesia Parkside de Cleveland  (ubicada en el municipio de Bainbridge, condado de Geauga, Ohio ), cargo que ocupa desde 1983, también es una Personalidad de radio es la voz detrás de Truth For Life Christian radio predicador y ministerio de enseñanza, que transmite sus sermones diariamente a estaciones de toda América del Norte a través de más de 1.800 medios de radio. También es autor de varios libros.
Incluso después de casi 40 años de ministerio en los Estados Unidos, Begg todavía tiene un acento escocés distintivo. .

### Puntos de vista teológicos
Begg cree en la infalibilidad y supremacía de las Escrituras, y solo en el poder salvador de Cristo. Él ha dicho que la creencia central de Parkside Church es "que Jesucristo, el Hijo de Dios, ha muerto como sacrificio expiatorio por nuestros pecados, y que conocerlo es conocer la vida, ahora y para siempre [...] Jesucristo es el único Salvador, porque Jesús es el único calificado para salvar ".  Es especialmente conocido por su sencillo y poco espectacular compromiso de enseñar la Biblia, convencido de que la palabra de Dios hace la obra de Dios por el poder del Espíritu de Dios.